# Mecritta filipes
Mecritta filipes is een hooiwagen uit de familie Cranaidae.